# Fenomenologie van de religie
Fenomenologie van de religie is het toepassen van de fenomenologische methode in de godsdienstwetenschappen en antropologie. Het basisprincipe van de fenomenologie van de religie is dat men geen oordeel velt over het te beschrijven fenomeen. De fenomenologische methode heeft niet tot doel een verklaring te geven van de fenomenen. Dit is de taak van de psychologie of soms de natuurwetenschap.
De belangrijkste stelregel van de fenomenologie van de religie is dat alle fenomenen worden beschreven vanuit een intern perspectief, zoals de gelovige het zelf heeft beschreven of zou beschrijven, zonder daarbij echter waardeoordelen te geven. De fenomenologie van de religie probeert aldus religie in al haar facetten zo uitgebreid mogelijk te beschrijven, zonder daarbij principiële discussies aan te gaan over de geldigheid van een bepaald religieus fenomeen.
Volgens de fenomenologische methode wordt een bepaalde geloofsrichting beschreven vanuit bepaalde categorieën, zoals rituelen, heilige boeken, mythologie en ethiek. Op deze wijze kunnen diverse religieuze stromingen met elkaar worden vergeleken, waarbij discussies over het waarheidsgehalte achterwege blijven.
Voordeel van de fenomenologische aanpak is dat ze een zo neutraal mogelijk beeld geeft van het religieuze spectrum in de menselijke cultuur. Nadeel is dat het slechts een partieel beeld geeft. De fenomenologie van de religie kan echter heel goed worden aangevuld met psychologische en natuurwetenschappelijke visies, mits deze ontdaan zijn van waardeoordelen.
In de fenomenologie van de religie worden verschillende indelingen gebruikt. Een gangbare methode is de volgende:
- Geloof: De religieuze filosofie
- Religieuze ervaringen: De manier waarop religie wordt ervaren
- Heilige verhalen: Mythen, legenden, parabels etc.
- Heilige geschriften: Religieuze dogma's
- Rituelen: De religieuze handelingen
- Sociale structuren: Heilige tijd, plaats, personen en objecten
- Religieuze ethiek: Morele aspecten
- Heilige symbolen: Symbolen die de verbinding tussen mens en het heilige verwoorden

De fenomenologische studie is echter meer dan het categoriseren van religieuze fenomenen. Sommige fenomenen in de religie zijn heel moeilijk in een bepaald hokje te plaatsen. Het uiteindelijke doel is de vergelijkende studie van verschillende religies. Sommige onderzoekers herkennen op deze wijze bepaalde basisprincipes die aan nagenoeg iedere religie ten grondslag liggen en postuleren aldus het bestaan van een 'oer-religie'. Deze theorie wordt voornamelijk door de zogenaamde traditionalisten onderschreven, zoals Aldous Huxley en Mircea Eliade.

## Geloof
Het geloof als fenomeen is de verzameling van religieuze filosofieën. Het geloof onderscheidt zich van het weten doordat in het religieuze geloof vaak een verwijzing plaatsvindt naar een speciale categorie van de werkelijkheid, het transcendente. Het geloof kan zich uiten in het geloof in goden, geesten en legendarische helden, de verering van voorouders en natuurlijke objecten. Ook vallen hieronder de verschillende kosmologieën van de religies en de verschillende spirituele paden.
Abrahamitische religie - Agnosticisme - Animisme - Antroposofie - Astrologie - Ásatrú - Atheïsme - Charismatisme - Chiliasme - Deïsme - Dualisme - Fetisjisme - Fundamentalisme - Gnosticisme - Henotheïsme - Humanisme - Jansenisme - Kopten - Mahayana-boeddhisme - Manicheïsme - Monofysitisme - Monolatrisme - Monotheïsme - Mysticisme - Nestorianisme - Occultisme - Paganisme of Heidendom - Pantheïsme - Panentheïsme - Paulicianen - Piëtisme - Polytheïsme - Puritanisme - Sangha -Sjamanisme - Soefisme - Spiritisme - Syncretisme - Tantra - Theïsme - Theravada boeddhisme - Tibetaans boeddhisme - Totemisme - Unitarianisme - Universalisme - Volksislam - Yoga - Zie ook: Lijst van religies
Verschillende aspecten van religieuze filosofie zijn onder andere:

Drie karakteristieken - Achtvoudige Pad - Eschatologie - Karma - Vier Nobele Waarheden - Wonder - Ziel - Zondeval - Zondvloed
Voorbeelden van mythologische en spirituele plaatsen zijn:

Boeddhistische kosmos - Hel - Hemel - Hiernamaals - Koninkrijk van God - Paradijs - Vagevuur - Walhalla - Wedergeboorte

## Religieuze ervaring
De religieuze ervaring is de gestructureerde wijze waarop een gelovige een relatie met het transcendente aangaat of een wijze waarop men ervan bewust kan worden, binnen de context van de religieuze traditie. Religieuze ervaringen kunnen zich onmiddellijk aan de gelovige voordoen of kunnen bemiddeld worden door bijvoorbeeld een priester.
Jhāna - Magie - Metta - Moksha - Mukti - Mystiek - Openbaring - Samadhi - Trance - Verlichting - Vipassana - Zes Bovennatuurlijke Krachten

### Religieuze praktijken
Ascese - Celibaat - Jhāna - Meditatie - Meditatie over de dood - Middenweg - Metta meditatie - Reiki - Vipassana meditatie - Samadhi - Vinaya

## Heilige verhalen
Mythe

### Mythologische en spirituele wezens
Aartsengel - Antichrist - Beschermheilige - Boeddha - Demon - Deva - Duivel - Engel - Garoeda - God - Hanuman - Hermes Trismegistus - Naga - Rama - Satan - Vishnoe - The White Goddess - Zarathoestra - Nerthus - Freya - Wodan

## Heilige geschriften
Adi-Granth - Apocrief - Ananda sutram - Avesta - Bhagavad gita - Bijbel - Boek van Mormon - Catechismus - Canon van de Bijbel - Tao Te Ching - Edda - Evangelie - Filokalia - Gemara - Goeroe Granth Sahib - Hadith - Koran - Mahabharata - Misjna - Nag Hammadi - Nieuwe Testament - Boeddhistische Geschriften - Oude Testament - Pali Canon - Rabbijnse literatuur - Ramayana - Smaragden Tafel - Srimad bhagavatam - Suttapitaka - Talmoed - Tenach - Thora - Tibetaans boeddhistische canon - Upanishads - Veda's - Zohar

## Rituelen
Aflaat - Avondmaal - Ban - Bedevaart - Boeddhistische bedevaart - Biecht - Catechese - Communie - Consecratie - Doop - Doopsel - Epifanie - Eucharistie - Excommunicatie - Gebed - Heilig-Hart-verering - Huwelijk - Kruisweg - Liturgie - Liturgische kleuren - Mis - Offer - Oliesel - Preek - Ramadan - Rite - Sacrament - Sacramentalia - Volksdevotie - Vormsel - Zaligverklaring - Ziekenzalving

### Rituele voorwerpen
Albe - Ambo - Amict - Antependium - Altaar - Ampul - Amulet - Ark - Baret - Bodhiboom - Bonnet - Bursa - Chrisma - Ciborie - Ciborievelum - Cingel - Conopeum - Corporale - Credens - Cruz de la Parra - Dalmatiek - Fetisj - Godslamp - Goud, wierook en mirre - Habijt - Heilige oliën - Hostie - Icoon - Kazuifel - Kelk - Kelkgerei - Kelklepeltje - Kelkvelum - Kerkorgel - Koorhemd - Koorkap - Kovel - Kruis - Liturgisch vaatwerk - Lunula - Mijter - Miskelk - Monstrans - Palla - Parament - Pateen - Pileolus - Pontificalia - Purificatorium - Pyxis - Relikwie - Rochet - Sacristiecredens - Scapulier - Stola - Superplie - Tabernakel - Tiara - Tintinnabulum - Toga - Totem - Tuniek - Wierook

### Feesten
Advent - Ananda Purnima - Asalha Puja - Aswoensdag - Chanoeka - Divali - Driekoningen - Goede Vrijdag - Hadj - Hemelvaartsdag - Holi-Phagwa - Janmashtami - Jom Kipoer - Kathina - Kerstmis - Magha Puja - Mahashivaratri - Maria Hemelvaart - Paaszaterdag - Palmzondag - Pasen - Pesach - Pinksteren - Poerim - Sabbat - Simchat Thora - Sjavoeot - Soekot - Suikerfeest - Uposatha - Vesakha Puja - Witte Donderdag

## Sociale structuren

### Levende religieuze leiders
Ajahn Sumedho - dalai lama - pänchen lama - Paus Fransiscus - Sathya Sai Baba - Thich Nhat Hanh - Peter H. Gilmore - Peggy Nadramia

### Historische personen
Ajahn Chah - Anton LaVey - Ajahn Mun - Shrii Shrii Anandamurti - Augustinus - Bodhidharma - Shri Chaitanya - Boeddha Gotama - Bhagwan - Johannes Calvijn - Jezus Christus - Confucius (K'ung-fu-tzu) - Fa Xian - Krishna - Maarten Luther - Mohammed - Norbertus - Sariputta - Servatius - Shiva - Tanchelm

### Functies en titels
Aartsbisschop - Abdis - Abt - Acharya - Acoliet - Bhikkhu - Bhikkhuni - Bisschop - Bodhisattva/Bodhisatta - Boeddha - Brahman - dalai lama - Dekenaat - Diaken - Dominee - Goeroe - Heilige - Heks - Imam - Kapelaan - Kardinaal - Lector - Leek - Lekenbroeder - Martelaar - Messias - Metropoliet - Monnik - Non - Nuntius - Onderpastoor - Pandit - Parochievicaris - Pastoor - Pastor - Pater - Patriarch - Paus - Plebaan - Pope - Prelaat - Priester - Primaat - Prins-bisschop - Prior - Sjamaan - Zuster

### Kloosterordes
Augustijnen - Augustinessen van Dendermonde - Barnabieten - Benedictijnen - Birgitinnen - Birgittinessen - Broeders van de Christelijke Scholen - Broeders van Liefde - Broeders van O.L.V. van Lourdes - Camaldulenzers - Camillianen - Capucijnen - Clarissen - Cisterciënzers - Cisterciënzerinnen - Coletienen - Congregatie van Sint-Jan - Digambaras - Dominicanen - Dominicanessen - Franciscanen - Gilbertijnen - Guillelmieten - Jezuïeten - Karmelieten - Kapucijnen - Karmelieten - Kartuizers - Kruisheren - Lazaristen - Magdalenazusters - Maronieten - Melkieten - Minderbroeders - Miniemen - Norbertinessen - Norbertijnen - Oblaten - Olivetanen - Salesianen - Passionisten - Piaristen - Recollectinnen - Redemptoristen - Salesianen - Scheutisten - Sulpicianen - Tempeliers - Thaise Bostraditie - Teresianen - Trappisten - Trappistinnen - Ursulinen - Visitandinnen - Zusters van Liefde - Zusters van de Heilige Familie - Zwartzusters - Zusters van de heilige Maria Magdalena Postel

### Plaatsen en Gebouwen
Abdij - Ararat - Basiliek - Bethlehem - Benares - Bodhgaya - Czestochowa - Ellora - Ganges - Hoofdaltaar - Israël - Jeruzalem - Kapel - Kathedraal - Kerk - Klooster - Lourdes - Lumbini - Medina - Medjugorje - Mekka - Moskee - Pagode - Rome - Santiago de Compostela - Sarnath - Stoepa - Synagoge - Taizé - Tempel - Tempelberg - Vaticaan - Vihara - Wat - Zijaltaar

## Religieuze ethiek
Acht Voorschriften - Doodzonde - Dharma - Erfzonde - Goed en kwaad - Halacha - Hoofdzonde - Kardinale deugden - Niyama - Patimokkha - Sharia - Tien Geboden - Tien Voorschriften - Vijf Voorschriften - Vinaya - Vroom - Yama - Zeven deugden - Zonde

## Heilige symbolen
Aum - Bodhiboom - Davidster - Ichtus - Kruis - Ouroboros - Pentagram -Pratik - swastika - Yin Yang
Te categoriseren
Ad Limina - Afgod - Afvallige - Ahimsa - Allegorie - Allerheiligste - Apocalyps - Aura -
Beeldenstorm - Bekering - Bisdom - Bovennatuurlijk - Briet mila -
Circarie - Coenobiet - Concilie - Confessie -
Dhamma - Diaspora - Dogmatiek - Doksaal - Drie-eenheid - Duizendjarig rijk -
Eindtijd - Epiklese - Epistel - Exarchaat - Exegese - 
Fatwa - Geest - Geloof - Geloofsbelijdenis - Genade - Godsbewijs - Gregoriaans - 
Heiden - Heilige - Heilige Geest - Hidjra - Homilie -
Immanentie - Incarnatie - INRI -
Jihad - 
Kabbala - Kerk - Ketterij - Kloosterorde - Koor - Koorgebed - Kosmos -
Laatste Oordeel - Leven - Lichaam -
Maagdelijke geboorte - Mahdi - Mantra - 
Natuur - Nirvana -
Oecumene - Onbevlekte ontvangenis - Opstanding - Orthodoxie - Parinibbana -
Parochie - Predestinatie - Prelatuur - Profetie - Rama - Reformatie - Reïncarnatie - 
Sacristie - Salat - Samadhi - Samsara - Sangha - Schepping - Secularisatie - Sekte - Sjema - Soefi - Soenna - Soera - Straf - Symbool - Synode -
Tao - Tarot - Theodicee - Traditie - Transcendentie - Transsubstantiatie - Tsedaka - Twee-naturenleer -
Uitverkiezing - 
Vergeving - Verlossing - Verzoening - Vrijzinnigheid - Wedergeboorte -
Wereldgodsdienst - The White Goddess -
Yin Yang -
Zakat